# De Gelderlander
De Gelderlander is een dagelijks verschijnende regionale krant, gedrukt in Best, die verschijnt in het grootste gedeelte van Gelderland, in op Nijmegen gerichte gebieden in Noord-Brabant en Limburg, alsook in de randen van de provincie Utrecht, zoals Veenendaal en Rhenen. De hoofdredactie is gevestigd in Nijmegen. De redactie van de gemeente Arnhem, Renkum, Veluwezoom en de Betuwe is gehuisvest in Royal aan het Willemsplein in Arnhem. De krant was tot eind 2015 eigendom van krantenconcern Wegener Media en is sindsdien in handen van het Belgische mediabedrijf DPG Media.  De Gelderlander had van de papieren krant een oplage van 152.229 exemplaren in 2009, in 2014 een oplage van 121.000 exemplaren (4% lager dan in 2013) en in 2022 een oplage van 101.365 exemplaren. De afname van de oplage van de papieren krant wordt verklaard door het internet. In 2014 was er een oplage van 69.483 van de digitale versie (een stijging van 61% ten opzichte van 2013). Sinds 16 april 1982 verschijnt de Gelderlander als ochtendkrant.

## Geschiedenis
De Gelderlander ontstond in 1848 uit een Nijmeegs krantje, dat De Batavier heette. De Batavier verscheen in de jaren 1843-1845, uitgegeven door mr. Christiaan Verwayen. Zijn zwager Simon P. Langendam richtte de Gelderlander op. Het eerste nummer verscheen met de ondertitel 'Staatkundig-, Nieuws- en Advertentieblad'. Aanvankelijk was de Gelderlander een weekblad. In de jaren 1852-1874 verscheen de krant twee keer per week, vanaf 1 oktober 1874 dagelijks, behalve op zondag. In 1898 werd Jan van der Lans, voormalig onderwijzer, hoofdredacteur van de Katholieke Illustratie, aangetrokken als hoofdredacteur. 
Tot 1900 richtte de Gelderlander zich op de emancipatie van katholieken en werd een belangrijke concurrent van de protestants-liberale Provinciale Geldersche en Nijmeegsche Courant (PGNC). De katholieke signatuur kwam onder meer tot uiting in de uitgebreide aandacht die de krant besteedde aan katholieke zaken, zoals de heiligverklaring van Petrus Canisius. De krant zette zich vanaf begin twintigste eeuw actief in voor de stichting van een katholieke universiteit in Nijmegen (per 15 mei 1923, vanaf 15 november 2020 Radboud universiteit). 
Vanaf de jaren vijftig kwam er enige verandering in het rooms-katholieke karakter van de krant en ging zij zich richten op een breder publiek. Om haar nieuwe, minder emancipatoire, identiteit uit te dragen wordt N.V. Maatschappij De Gelderlander in het leven geroepen. 
Lange tijd was de Gelderlander een avondkrant, waarin plaats was voor het nieuws van dezelfde ochtend. Van 1898 tot 1905 werden zowel ochtend- als avondedities gedrukt. In 1900 bedroeg het aantal abonnees 800. Dankzij een sterke groei van de bevolking en uitbreiding van het verspreidingsgebied steeg de oplage snel: in 1913 bedroeg deze 14.500, in de jaren dertig 37.000, in 1942 was deze gestegen naar 45.000. 
Vanaf maart 1942 verscheen de Gelderlander niet, vanwege papierschaarste door de Tweede Wereldoorlog. Ten gevolge van de Slag om Nijmegen was deze stad al per 20 september 1944 bevrijd van de Duitse bezetting. Kort daarna kwam de krant terug, onder hoofdredacteur Uri Nooteboom. Deze wordt echter kort na de bevrijding doodgeschoten en opgevolgd door de nieuwe hoofdredacteur Louis Frequin. Onder hem onderging de Gelderlander na 1945 een reorganisatie. In 1947 verschenen als edities van de Gelderlander ook het Arnhems Dagblad, De Oost-Gelderlander, De Veluwe- en IJsselbode en voor Noordoost-Brabant en Noord-Limburg De Noord-Ooster. 
De Gelderlander ging zich per de jaren vijftig toenemend richten op een breder publiek dan het rooms-katholieke segment. Door afschudden van die confessionele veren kon de krant de Arnhemse editie van Het Vrije Volk overnemen. Na samenvoeging met het Arnhems Dagblad ging het Arnhems Dagblad per 1971 tijdelijk door het leven als De Nieuwe Krant, daarna als Arnhemse Courant, tot de opheffing van dit blad in 2001.
Sinds 16 april 1982 verschijnt de Gelderlander 's ochtends vroeg.
In 1987 werd de Nieuwe Winterswijkse Courant overgenomen. Deze krant verscheen van 1990 tot 1993 als bijlage van de Gelderlander en verdween daarna als titel.
Aanvankelijk vonden alle activitieten van de Gelderlander plaats in een ouder gebouw in de Nijmeegse binnenstad aan de Hessenberg, achter de Lange Hezelstraat, later (per eind vijftiger jaren) deels vanuit nieuwbouw op dezelfde locatie. In 1992 verhuisden redactie en drukkerij naar een terrein aan de Waalhaven aan de Voorstadslaan. 
In 1996 ging de krant online. Enige tijd daarna werd het Gelders Dagblad overgenomen. In augustus 1999 verkocht VNU al haar dagbladen, inclusief de Gelderlander, aan het krantenconcern Wegener. Het Gelders Dagblad (waar de voormalige krant De Graafschapbode in was opgegaan) en de Arnhemse Courant gingen eind 2001 op in de Gelderlander. 
Sinds 6 februari 2007 verschijnt de Gelderlander in tabloidformaat. Wegener werd in 2008 overgenomen door Mecom. De drukkerij verhuisde naar Enschede en Apeldoorn. In de nacht van 26 op 27 juni 2009 rolde de laatste editie die in Nijmegen was gedrukt van de pers. Vanaf 28 juni 2009 wordt de Gelderlander dagelijks geheel in kleur gedrukt. In 2011 verhuisde de redactie naar de Winselingseweg, aan de Waal.
In 2015 werd De Persgroep de eigenaar. In februari 2016 bracht De Persgroep de drukkerij van de Gelderlander en van andere regionale dagbladen over naar Amsterdam, Den Haag en Best. In april 2017 keerde de Gelderlander terug aan de Waalhaven, in nieuwbouw van het project de Handelskade te Nijmegen.

## Zoeken en inzien
Met de Nijmeegse voorpaginatool Studiezaal Nijmegen van het Regionaal Archief Nijmegen is het mogelijk om van zowel de Gelderlander als de Provinciale Geldersche Nijmeegsche Courant de voorpagina zoeken van een willekeurige datum tussen 1814 en 1944. De Nijmeegse edities van de Gelderlander uit de periode 1856 tot en met 1956 kunnen via  worden doorzocht op trefwoord en/of op datum. Nijmeegse edities van de Gelderlander van 1957 tot 2006 zijn digitaal doorzoekbaar. Artikelen uit recentere jaren en een lopend kalenderjaar zijn te vinden op de internetpagina van de Gelderlander.

## Oplage
Gemiddeld verspreide oplage van De Gelderlander tussen 2001 en 2017
Cijfers volgens HOI, Instituut voor Media Auditing